# 花园街道 (贵溪市)
花园街道，是中华人民共和国江西省鹰潭市贵溪市下辖的一个乡镇级行政单位。

## 行政区划
花园街道下辖以下地区：
白果社区、四建社区、化肥厂社区、炼厂社区和花园社区。